# Bischmisheim
Bischmisheim est un quartier de la ville allemande de Sarrebruck en Sarre. Il fait partie du district Halberg.